# Васил Спасов (шахматист)
Вижте пояснителната страница за други личности с името Васил Спасов.
Васил Спасов Спасов е български шахматист, гросмайстор. През януари 1998 г. ЕЛО рейтингът му е 2615, с което достига най-високото си  50-то място в света.
Той е петкратен шампион на България по шахмат (1990, 1997, 2000, 2003 и 2008 г.).

## Участия на шахматни олимпиади
| Година | Организатор | Отбор    | Класиране (отборно) | Дъска    |
| 1990   | Нови Сад    | България | 14                  | Трета    |
| 1992   | Манила      | България | 19                  | Втора    |
| 1994   | Москва      | България | 5                   | Трета    |
| 1996   | Ереван      | България | 9                   | Трета    |
| 1998   | Елиста      | България | 17                  | Трета    |
| 2002   | Блед        | България | 27                  | Първа    |
| 2004   | Калвия      | България | 9                   | Четвърта |
| 2006   | Торино      | България | 9                   | Четвърта |